# Ітігая
Ітігая (яп. 市谷) — квартал в східній частині Сіндзюку, Токіо, Японія. Його оцінюють як житловий квартал високого класу.

## Місця в Ітігаї
- Кампус Ітігая університету Хосей
- Вища школа університету Тюо

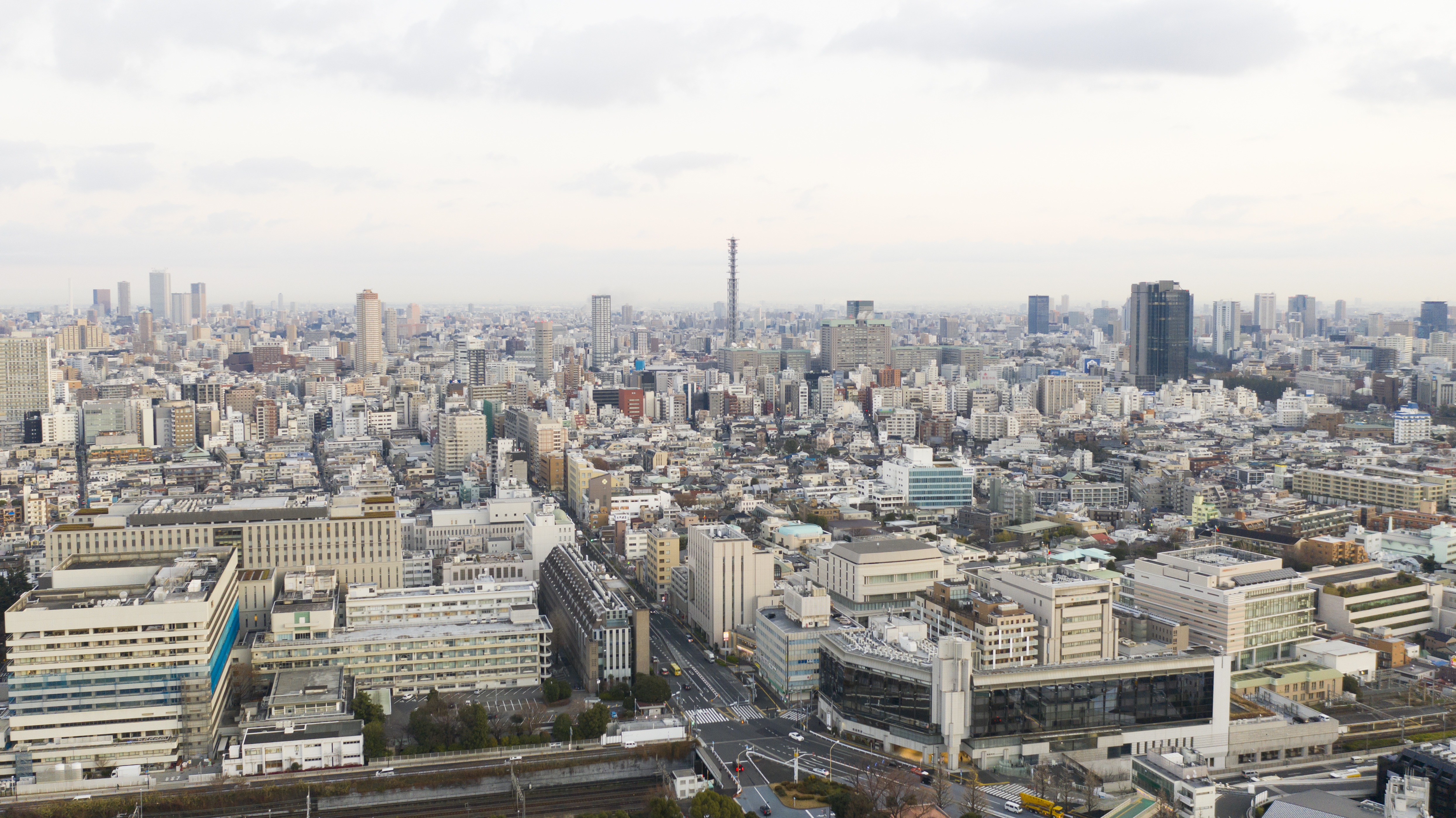
Аерознімок Ітігаї

- Штаб-квартира Міністерства оборони: колишня штаб-квартира Імператорської японської армії; після Другої світової війни будівля стала штабом для Східної армії Сухопутних сил самооборони Японії. Місіма Юкіо вчинил самогубство тут у 1970 році. Вона стала штаб-квартирою Управління оборони в травні 2000 року, коли попередня штаб-квартира в Акасаці була закрита, щоб звільнити місце для Tokyo Midtown. У 2007 році ця організація стала міністерством.
- Японська асоціація Го

## Компанії, що базуються в Ітігаї
- Borland Japan
- Dai-Nippon Printing
- Informatica Corporation Japan
- Nakano Corporation
- Team Ninja

## Станції метро
- Станція Акебонобасі (лінія Сіндзуку Toei)
- Станція Ітігая (місцева лінія Тюо JR, лінія Намбоку, лінія Сіндзуку Toei, лінія Юракуте) — платформи JR і Toei розташовані через річку у районі Тійода.
- Станція Усігоме-Янагітьо (лінія Оедо Toei)